# Jill Roord
Jill Jamie Roord (* 22. April 1997 in Oldenzaal) ist eine niederländische Fußballspielerin. Von 2023 bis 2025 spielte sie für Manchester City WFC. Seit dem Jahr 2015 ist sie Spielerin der A-Nationalmannschaft.

## Karriere

### Vereine
Roord begann in ihrem Geburtsort in der Provinz Overijssel bei Quick '20 mit dem Fußballspielen und wurde zur Saison 2012/13 vom niederländischen Erstligisten FC Twente Enschede verpflichtet.
Zunächst spielte sie eine Saison lang in der B-Juniorenmannschaft und rückte zur Saison 2013/14 in die erste Frauenmannschaft auf, für die sie in ihrer Premierensaison im Seniorenbereich 27 von 30 Punktspielen in der neugegründeten BeNe League bestritt.
Ihr Debüt gab sie am 30. August 2013 (1. Spieltag) beim 7:1-Sieg im Auswärtsspiel gegen die Mannschaft aus Oud-Heverlee.
Ihr erstes Punktspieltor erzielte sie am 15. November 2013 (11. Spieltag) beim 7:0-Sieg im Heimspiel gegen Royal Antwerpen mit dem Treffer zum 6:0 in der 70. Minute.
Am Saisonende 2013/14 gewann ihre Mannschaft nach 2012/13 zum zweiten Mal die Meisterschaft; für sie war es der erste Titel und mit dreizehn Toren wurde sie drittbeste Torschützin der Enscheder Meistermannschaft. Nachdem ihre Mannschaft als Zweitplatzierte die Meisterschaft Standard Fémina überlassen musste, gewann sie mit ihrer Mannschaft diese am Saisonende 2015/16 erneut und wurde mit 21 Toren Torschützenkönigin in der Eredivisie der Frauen, in der man nun spielte.

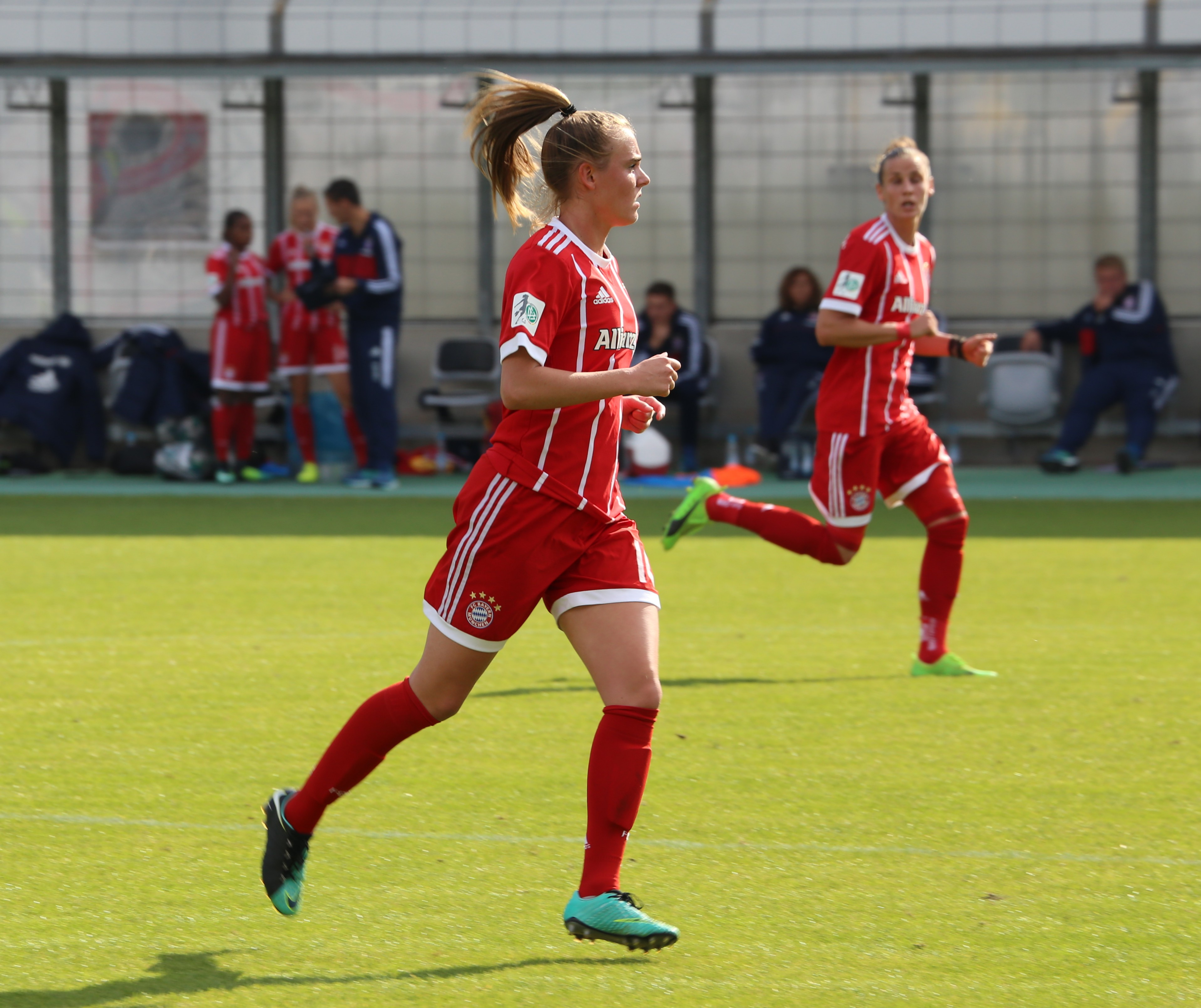
Jill Roord im Trikot
des FC Bayern München (2017)

Zur Saison 2017/18 wurde sie vom FC Bayern München verpflichtet, der sie mit einem bis zum 30. Juni 2019 gültigen Vertrag ausstattete. Ihr Debüt gab sie am 2. September 2017 (1. Spieltag) beim 3:0-Sieg im Auswärtsspiel gegen die SGS Essen von Beginn an mit Einwechslung für Lucie Voňková in der 79. Minute. Ihr erstes Bundesligator erzielte sie am 15. Oktober 2017 (5. Spieltag) beim 2:0-Sieg im Heimspiel gegen den SC Sand mit dem Treffer zum Endstand in der 90. Minute.
Zur Saison 2019/20 wurde sie vom englischen Meister Arsenal Women FC verpflichtet. Mit Arsenal erreichte sie das Viertelfinale der UEFA Women’s Champions League 2019/20, wo sie mit 1:2 gegen Paris Saint-Germain ausschieden. Die auf Grund der COVID-19-Pandemie vorzeitig beendete Saison 2019/20 beendete Arsenal auf dem dritten Platz und verpasste damit die Teilnahme an der UEFA Women’s Champions League 2020/21.
Zur Saison 2021/22 wechselte Roord zum VfL Wolfsburg und kehrte somit in die Frauen-Bundesliga zurück. Für die Gruppenphase der UEFA Women’s Champions League 2021/22 qualifizierte sie sich mit den Wölfinnen gegen Girondins Bordeaux, wobei die Entscheidung wer in die Gruppenphase ziehen konnte erst im Elfmeterschießen fiel, da beide ihr Heimspiel mit 3:2 gewonnen hatten. In der Gruppenphase eroberten die Wölfinnen erst am letzten Spieltag durch ein 4:0 gegen Chelsea FC Women den Gruppensieg bei Punktgleichheit mit Juventus Turin und Chelsea durch die bessere Tordifferenz. Der Weg endete dann erst im Halbfinale, wo ein 2:0-Heimsieg, bei dem sie das letzte Tor erzielte, gegen den Titelverteidiger FC Barcelona nicht reichte, da sie das Hinspiel mit 1:5 verloren hatten. Für die Gruppenphase der UEFA Women’s Champions League 2022/23 waren die Wölfinnen als Meister direkt qualifiziert und beendeten sie wie im Vorjahr als Gruppensieger. Am 3. Dezember 2022 (9. Spieltag) erzielte sie beim 5:0-Sieg im Heimspiel gegen Eintracht Frankfurt erstmals drei Tore und wurde zur Spielerin des Spiels gekürt.
Zur Saison 2023/24 wurde sie vom englischen Erstligisten Manchester City WFC verpflichtet und mit einem bis zum 30. Juni 2026 datierten Vertrag ausgestattet. Nach zwei Saisonen, in denen sie 30 Punktspiele bestritt und elf Tore erzielte, kehrte sie in die Niederlande zurück; der FC Twente Enschede nahm sie unter Vertrag mit einer Vereinsbindung bis zum 30. Juni 2028, wie auf der Website des Vereins am 24. Mai 2025 bekannt wurde.

### Nationalmannschaft
Roord durchlief die Nachwuchsnationalmannschaften der Niederlande in den Altersstufen U-17 und U-19 und wurde im Oktober 2014 erstmals in den Kader der A-Nationalmannschaft berufen. Ihr Debüt gab sie am 7. Februar 2015 in Almelo beim 7:0-Sieg im Test-Länderspiel gegen die Thailändische Nationalmannschaft.
Ihre ersten Länderspieltor erzielte sie am 20. Mai 2015 in Rotterdam beim 7:0-Sieg gegen die Nationalmannschaft Estlands mit dem Treffer zum 1:0 in der zwölften Minute.
Beim EM-Sieg 2017 wurde sie lediglich dreimal in den Schlussminuten eingewechselt und kam auf insgesamt zehn Einsatzminuten. In der anschließenden Qualifikation zur WM 2019 wurde sie in zehn Spielen eingesetzt, dabei aber achtmal eingewechselt. Am 10. April 2019 wurde sie für die WM nominiert. Dort kam sie in allen sieben Spielen der Niederländerinnen zum Einsatz, wurde dabei aber jeweils eingewechselt. Im ersten Gruppenspiel gegen Neuseeland erzielte sie in der zweiten Minute der Nachspielzeit das einzige Tor des Spiels. Am Ende unterlag sie mit ihrer Mannschaft nur im Finale dem Titelverteidiger USA.
Für das vom 21. Juli bis 7. August 2021 in Japan stattgefundene olympische Fußballturnier 2020, das wegen der COVID-19-Pandemie um ein Jahr verschoben worden war, wurde sie für den Nationalmannschaftskader nominiert. Sie wurde in den drei Gruppenspielen und im Viertelfinale eingesetzt, erzielt dabei ein Tor, schied aber gegen Weltmeister USA durch eine Niederlage im Elfmeterschießen aus.
Am 31. Mai 2022 wurde sie für die EM-Endrunde nominiert. Bei der EM kam sie in den drei Gruppenspielen und im Viertelfinale zum Einsatz, das in der Verlängerung gegen Frankreich verloren wurde. Im Gruppenspiel gegen die Schweden erzielte sie das Tor zum 1:1-Ausgleich.
Auch im letzten Spiel der Qualifikation für die WM 2023 gegen Island stand sie in der Startelf. Durch ein Tor in der Nachspielzeit gewannen die Niederländerinnen mit 1:0 und qualifizierten sich damit für die WM-Endrunde.
Am 30. Juni 2023 wurde sie für die Endrunde nominiert, kam in jedem der fünf Spiele ihres Teams zum Einsatz und schied mit ihrer Mannschaft im Viertelfinale gegen die Spanierinnen nach Verlängerung aus. Sie erzielte vier Tore während des Turniers.
Sie wurde auch für die EM-Endrunde 2025 nominiert. Dort kam sie in den drei Gruppenspielen zum Einsatz, nach denen die Niederländerinnen ausschieden.

## Erfolge
Nationalmannschaft
- Europameister 2017
- Zweiter der Weltmeisterschaft 2019
- Algarve-Cup-Sieg 2018 (gemeinsam mit Schweden[19])
- U-19-Europameister 2014

Vereine
- Niederländischer Meister 2014, 2016 (mit dem FC Twente Enschede)
- KNVB-Pokal-Sieger 2015 (mit dem FC Twente Enschede)
- Torschützenkönigin 2016 (21 Tore)
- Deutscher Meister 2022
- DFB-Pokal-Finalist 2018, -Sieger 2022, 2023
- Champions League-Finalist 2023